# Золотково (Новосокольнический район)
Золотково — деревня в Новосокольническом районе Псковской области России. Входит в состав Пригородной волости.

## География
Расположена в 11 км к востоку от города Новосокольники, северо-восточнее озера Удрай Малый (Удрай).

## Население
| 2001 | 2002 | 2010 |
| ---- | ---- | ---- |
| 91   | →91  | ↘65  |

Численность населения деревни по оценке на начало 2001 года составляла 91 человек.

## История
В деревне родился Герой Советского Союза Леонид Тихмянов.
С января 1995 до апреля 2015 года деревня входила в состав ныне упразднённой Первомайской волости.